# Podšentjur
Podšentjur este o localitate din comuna Litija, Slovenia, cu o populație de 69 de locuitori.